# Шёберг, Андерс
Свен Андерс Шёберг (швед. Sven Anders Sjöberg; 1926—1990) — шведский филолог-славист.

## Биография
В 1947 году поступил в Уппсальский университет, но затем перевёлся в Стокгольмский университет, где в 1949 году получил бакалавра гуманитарных наук. В 1955 году получил лиценциата философии. В 1964 году получил доктора философии по филологии, защитив диссертацию по вопросу о соотношении синтетического и аналитического в старославянском глагольном формообразовании.
С 1958 года — помощник преподавателя славянских языков. С 1960 года — экстраординарный профессор русского языка, с 1964 года — доцент славянских языков, с 1967 года — профессор и заведующий кафедрой славистики Стокгольмского университета. В 1969—1972 годах — декан филологического отделения.

## Научная деятельность
Проявил себя «не только как ведущий шведский специалист по старославянскому языку, но и как тот, кто впервые в шведской славистике применил методы статистики и теории информации к лингвистическому материалу». Посвятил многие годы изучению осевшего в Швеции Новгородского оккупационного архива 1611—1618 гг., а также различных других старославянских фрагментов, отложившихся в шведских архивах. В 1989 году выступил одним из организаторов конференции «Доломоносовский период русского литературного языка». Опубликовал популярную книгу о России (швед. Ryska; 1966).